# SwissCityMarathon – Lucerne

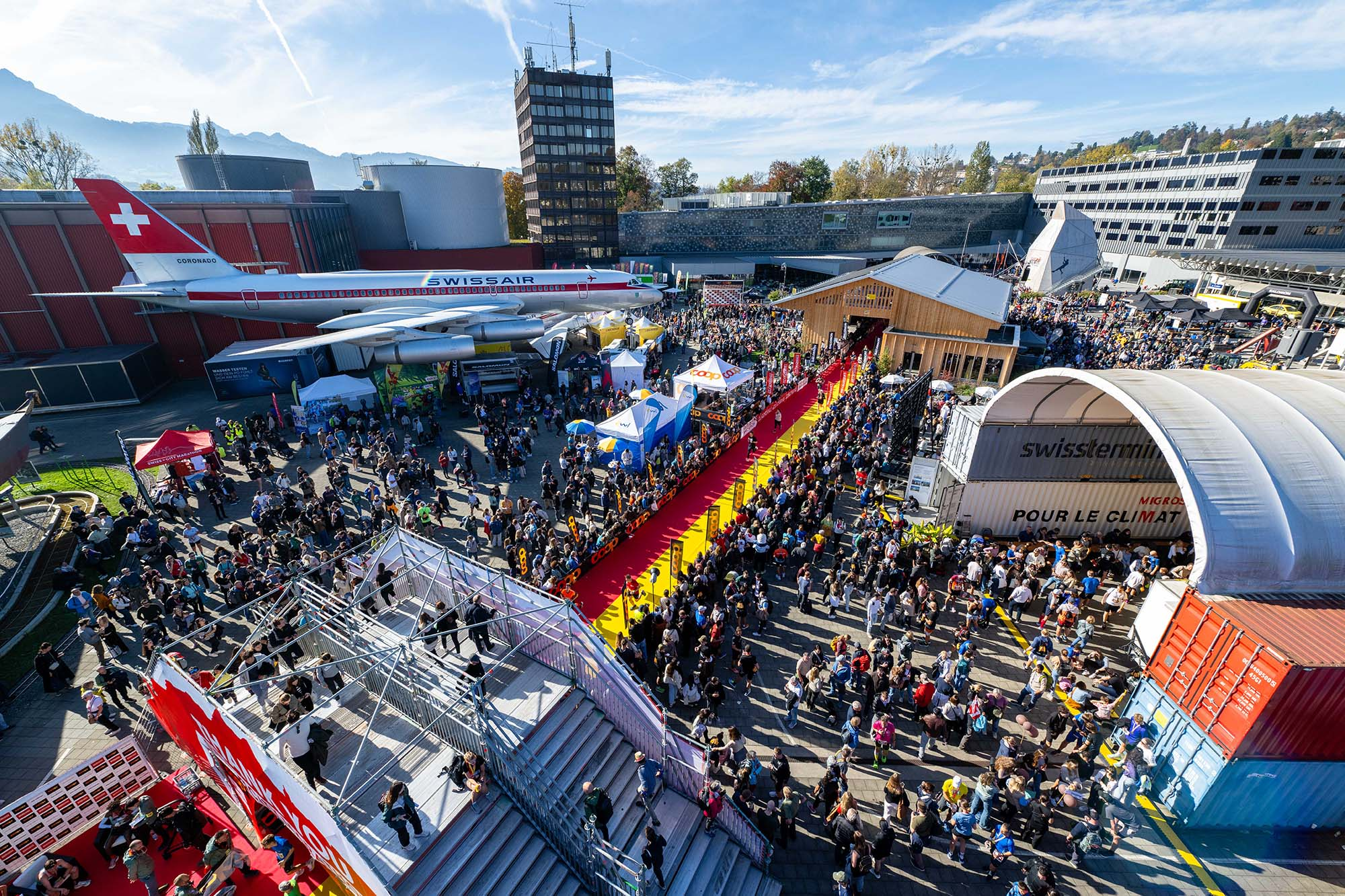
Der Zieleinlauf vom SwissCityMarathon – Lucerne befindet sich im Verkehrshaus der Schweiz

Der SwissCityMarathon – Lucerne (bis 2012: Lucerne Marathon) ist ein Marathon in Luzern, der am 28. Oktober 2007 zum ersten Mal durchgeführt wurde.

## Organisation
Er wird vom Verein SwissCityMarathon – Lucerne organisiert und findet jeweils am letzten Sonntag im Oktober statt. Zum Programm gehören auch ein Halbmarathon, ein 10-km-Lauf (bis 2016 5 Mile Run über 8,61 km) und von 2016 bis 2019 ein DuoMarathon (Zweierstaffel). Mit 5594 Finishern war die Premiere die teilnehmerstärkste Erstauflage einer Laufveranstaltung in der Schweiz, und auf Anhieb wurde der Lucerne Marathon der drittgrösste Schweizer Marathon nach dem Zürich- und dem Jungfrau-Marathon. Mit 6345 Finishern im Jahr 2018 ist der SwissCityMarathon – Lucerne der grösste Halbmarathon der Schweiz. 2018 wurde erstmals ein Charity-Lauf ohne Rangierung angeboten. Mit einer Extra-Meile am Ziel wurden weitere Spenden für UNICEF gesammelt.

## Streckenverlauf
Die Strecke ist ein Rundkurs in der Länge eines Halbmarathons mit Start und Ziel beim Verkehrshaus der Schweiz. Zuerst führt die Strecke entlang der Haldenstrasse vorbei an den traditionsreichen Luxushotels der Stadt und der Hofkirche. Vom Schwanenplatz überqueren die Laufenden die Seebrücke mit Sicht auf die Sehenswürdigkeiten Kapellbrücke und Wasserturm sowie auf die Altstadt.
Auf der anderen Seeseite geht es vorbei an dem von Jean Nouvel erbauten Kultur- und Kongresszentrum Luzern auf die Strecke rund um die Horwer Halbinsel, entlang des Vierwaldstättersees mit Blick auf das Bergpanorama der Zentralschweiz. Von Horw aus, wo sich der Start des 10-km-Laufs befindet, führt die Strecke durch die Swissporarena, mitten durch den Luzerner Saal des Kultur- und Kongresszentrum Luzern und durch die Luzerner Altstadt zum Ziel im Verkehrshaus.
Bei der Ausgabe 2011 führte die Strecke im Bereich der Luzerner Allmend auf einer Länge von knapp 1,5 km durch den im Rohbau befindlichen Tunnel der Zentralbahn. Bei der Ausgabe 2013 führte die Rundstrecke erstmals durch die Luzerner Altstadt und seit 2016 wird das Fussballstadion auf der Allmend einbezogen.

## Statistik

### Siegerliste
Hervorhebungen: Streckenrekorde
| Datum         | Marathon                | Marathon    | Marathon                  | Marathon    | Halbmarathon                                      | Halbmarathon | Halbmarathon                                        | Halbmarathon |
| Datum         | Männer                  | Zeit (Std.) | Frauen                    | Zeit (Std.) | Männer                                            | Zeit (Std.)  | Frauen                                              | Zeit (Std.)  |
| ------------- | ----------------------- | ----------- | ------------------------- | ----------- | ------------------------------------------------- | ------------ | --------------------------------------------------- | ------------ |
| 27. Okt. 2024 | Jack Nixon (GBR)        | 2:24.24     | Ronja Hofstetter          | 2:43.38     | Seare Weldezeghi (ERI)                            | 1:06.30      | Anja Kuhn                                           | 1:18.00      |
| 29. Okt. 2023 | Jack Wood (GBR)         | 2:25.14     | Kristin Colard (FRA) -2-  | 2:43.09     | Tim Wagner (GER)                                  | 1:07.42      | Sina Michael -2-                                    | 1:17.54      |
| 29. Okt. 2023 |                         |             |                           |             | Mohamed Reda El Aaraby (MAR) CISM Halbmarathon WM | 1:01.29      | Violah Jepchumba Kilonzo (BRN) CISM Halbmarathon WM | 1:07.59      |
| 30. Okt. 2022 | Andrea Salvisberg       | 2:24.24     | Kristin Colard (FRA)      | 2:43.48     | Archie Reid (AUS)                                 | 1:06.18      | Sina Michael                                        | 1:18.00      |
| 31. Okt. 2021 | T-Roy Brown (USA)       | 2:29.21     | Patricia Morceli          | 2:59.30     | Michael Nydegger                                  | 1:10.16      | Bettina Müller                                      | 1:20.14      |
| 27. Okt. 2019 | Kay-Uwe Müller (GER)    | 2:27.04,4   | Franziska Inauen -4-      | 2:55.03,5   | Neil Burton (GBR)                                 | 1:06.38,8    | Melina Frei                                         | 1:17.52,3    |
| 28. Okt. 2018 | Elias Gemperli          | 2:27.52,9   | Franziska Inauen -3-      | 2:51.07,1   | Stefan Hendtke (GER)                              | 1:09.18,7    | Andrea Meier                                        | 1:17.31,7    |
| 29. Okt. 2017 | Fabian Anrig            | 2:27.22,8   | Franziska Inauen -2-      | 2:52.49,0   | Daniel Lustenberger -2-                           | 1:10.19,3    | Sabine Hauswirth -2-                                | 1:19.47,9    |
| 30. Okt. 2016 | Stefan Trummer          | 2:30.23,6   | Susanne Rüegger           | 2:40.23,9   | Christopher Zablocki (USA)                        | 1:05.42,2    | Sabine Hauswirth                                    | 1:19.21,6    |
| 25. Okt. 2015 | Fabian Kuert            | 2:26.18,1   | Conny Berchtold           | 2:45.20,0   | Michael Ott                                       | 1:05.43,6    | Simone Raatz (GER)                                  | 1:18.46,0    |
| 26. Okt. 2014 | Reto Dietiker           | 2:30.19,6   | Franziska Inauen          | 2:55.50,8   | Nicolas Collas                                    | 1:11.22,0    | Fabienne Schlumpf                                   | 1:14.52,3    |
| 27. Okt. 2013 | Bartosz Olszewski (POL) | 2:31.15,2   | Martina Strähl            | 2:39.14,9   | Daniel Lustenberger                               | 1:10.28,2    | Rebecca Rüegge                                      | 1:19.15,3    |
| 28. Okt. 2012 | Patrick Jeanneret       | 2:36:02,1   | Lucia Mayer               | 2:49:01,3   | Markus Hauber (GER)                               | 1:11:22,4    | Simone Maissenbacher (GER)                          | 1:20:26,4    |
| 30. Okt. 2011 | Woody Schoch            | 2:32:08,6   | Lauren Jeska (GBR)        | 2:48:17,0   | Markus Joho                                       | 1:10:46,0    | Jeannine Kaskel (GER)                               | 1:22:33,9    |
| 31. Okt. 2010 | Stefan Müller           | 2:35:47,6   | Julia Wagner (GER)        | 2:47:36,0   | Abraham Eshak (ERI)                               | 1:08:13,0    | Patricia Morceli                                    | 1:13:51,1    |
| 25. Okt. 2009 | René Hauser             | 2:27:38,7   | Helga Rauch               | 2:56:56,1   | Jürg Stalder                                      | 1:08:44,6    | Addis Gezahegne -2-                                 | 1:17:31,3    |
| 26. Okt. 2008 | Pius Hunold             | 2:31:35,2   | Stefanie Schillig-Planzer | 3:00:10,5   | Ueli Koch                                         | 1:07:48,7    | Addis Gezahegne                                     | 1:18:54,6    |
| 28. Okt. 2007 | Urs Christen            | 2:33:02,5   | Addis Gezahegne           | 2:53:27,9   | Daniel Renggli                                    | 1:11:30,3    | Renata Bucher                                       | 1:21:16,2    |

### Teilnehmer im Ziel

#### Ausgabe 2007 (28. Oktober)
- Marathon: 2713 (2136 Männer und 577 Frauen)
- Halbmarathon: 2263 (1403 Männer und 860 Frauen)
- Schnupperlauf: 419 (190 Männer und 229 Frauen)

#### Ausgabe 2008 (26. Oktober)
- Marathon: 2303 (1837 Männer und 466 Frauen)
- Halbmarathon: 3947 (2562 Männer und 1385 Frauen)
- Schnupperlauf: 385 (161 Männer und 224 Frauen)

#### Ausgabe 2009 (25. Oktober)
- Marathon: 2031 (1672 Männer und 359 Frauen)
- Halbmarathon: 4998 (3312 Männer und 1686 Frauen)
- Schnupperlauf: 500 (158 Männer und 342 Frauen)

#### Ausgabe 2010 (31. Oktober)
- Marathon: 1855 (1525 Männer und 330 Frauen)
- Halbmarathon: 5385 (3632 Männer und 1753 Frauen)
- Schnupperlauf: 521 (189 Männer und 332 Frauen)

#### Ausgabe 2011 (30. Oktober)
- Marathon: 1647 (1361 Männer und 286 Frauen)
- Halbmarathon: 6206 (4124 Männer und 2082 Frauen)
- Schnupperlauf: 644 (244 Männer und 400 Frauen)

#### Ausgabe 2012 (28. Oktober)
- Marathon: 1635 (1329 Männer und 306 Frauen)
- Halbmarathon: 5769 (3743 Männer und 2026 Frauen)
- 5 Mile Run: 859 (465 Männer und 394 Frauen)

#### Ausgabe 2013 (27. Oktober)
- Marathon: 1455 (1212 Männer und 243 Frauen)
- Halbmarathon: 6295 (4136 Männer und 2159 Frauen)
- 5 Mile Run: 997 (428 Männer und 569 Frauen)

#### Ausgabe 2014 (26. Oktober)
- Marathon: 1465 (1197 Männer und 267 Frauen)
- Halbmarathon: 6348 (4206 Männer und 2142 Frauen)
- 5 Mile Run: 1197 (456 Männer und 693 Frauen)

#### Ausgabe 2015 (25. Oktober)
- Marathon: 1339 (1072 Männer und 268 Frauen)
- Halbmarathon: 6248 (4046 Männer und 2202 Frauen)
- 5 Mile Run: 1273 (519 Männer und 754 Frauen)

#### Ausgabe 2016 (30. Oktober)
- Marathon: 1472 (1188 Männer und 284 Frauen)
- Halbmarathon: 6347 (4067 Männer und 2280 Frauen)
- 5 Mile Run: 1346 (585 Männer und 761 Frauen)

#### Ausgabe 2017 (29. Oktober)
- Marathon: 1328 (1085 Männer und 243 Frauen)
- Halbmarathon: 6358 (4130 Männer und 2228 Frauen)
- 10-km-Lauf: 1696 (809 Männer und 887 Frauen)

#### Ausgabe 2018 (28. Oktober)
- Marathon: 1074 (884 Männer und 190 Frauen)
- Halbmarathon: 6345 (4316 Männer und 2029 Frauen)
- 10-km-Lauf: 2076 (1014 Männer und 1045 Frauen)
- Maratholino: 473

#### Ausgabe 2019 (27. Oktober)
- Marathon: 1129 (876 Männer und 253 Frauen)
- Halbmarathon: 6201 (4103 Männer und 2098 Frauen)
- 10-km-Lauf: 2320 (1093 Männer und 1227 Frauen)
- Maratholino: 503

#### Ausgabe 2020 (20. bis 25. Oktober)– virtuell aufgrund von Corona
- Marathon: 47
- Halbmarathon: 234
- 10-km-Lauf: 372

#### Ausgabe 2021 (31. Oktober)– mit Teilnehmer-Limite aufgrund von Corona
- Marathon: 1240 (974 Männer und 267 Frauen)
- Halbmarathon: 4657(3079 Männer und 1579 Frauen)
- CityRun (10 km): 680 (336 Männer und 344 Frauen)

#### Ausgabe 2022 (30. Oktober)
- Marathon: 1070 (856 Männer und 214 Frauen)
- Halbmarathon: 4916(3352 Männer und 1564 Frauen)
- CityRun (10 km): 1901 (975 Männer und 926 Frauen)
- Maratholino: 381

#### Ausgabe 2023 (29. Oktober)
- Marathon: 1572 (1272 Männer und 300 Frauen)
- Halbmarathon: 6412 (4129 Männer und 2283 Frauen)
- CityRun (10 km): 2379 (1192 Männer und 1187 Frauen)
- Maratholino: 490